# Thang Lạc Văn
Thang Lạc Văn (tiếng Anh: Roxanne Tong Lok Man, sinh ngày 6 tháng 5 năm 1987) là nữ diễn viên, dẫn chương trình và người mẫu Hong Kong, cô hiện là nghệ sĩ hợp đồng quản lí của đài truyền hình TVB.

## Tiểu sử
Thang Lạc Văn là con gái lớn của cựu nghệ sĩ ATV Thang Trấn Tông và là cháu gái của cựu tiểu sinh hàng đầu TVB Thang Trấn Nghiệp. Cô có một em gái nhỏ hơn mười tuổi tên là Thang Lạc Dao.
Thang Lạc Văn lớn lên ở Đại Bộ Khiếu phía nam quận Đại Bộ, khu Tân Giới. Cô từng học tại Trường Tiểu học Công giáo St. Paul's và Trường Trung học St. Paul's. Sau khi học xong trung học, cha cô gửi cô đến Anh để sống tự lập và theo học tại Đại học London chuyên ngành tâm lí học.
Năm 2014, Thang Lạc Văn tiết lộ trong chương trình truyền hình đại lục Tôi không phải minh tinh rằng cô và em gái đã được cấp giấy phép lặn có bình khí tại Úc.
Thang Lạc Văn cùng với Tưởng Gia Mân, Sầm Hạnh Hiền, Trương Gia Nhi và Chu Thiên Tuyết là một nhóm bạn thân năm người được giới truyền thông đặt tên là "Hội 2 Line", bởi vì họ là Hoa Đán thế hệ thứ 2 và đa số đều tham gia Cuộc thi Hoa hậu Hồng Kông 2012.
Đều là người dẫn chương trình Học thị học phi nên Thang Lạc Văn và các nghệ sĩ Lý Giai Tâm, Lương Gia Kì, Mạch Mĩ Ân, Huỳnh Tâm Dĩnh, Trương Tú Văn, Phùng Doanh Doanh, Trương Bảo Nhi, Lưu Dĩnh Tuyền, Quảng Khiết Doanh, Hà Y Đình trở thành bạn bè tốt. Trong dịp Tết Nguyên Đán năm 2019, Thang Lạc Văn cùng Phùng Doanh Doanh, Trương Tú Văn, Lương Gia Kì, Trương Bảo Nhi và Quảng Khiết Doanh liên doanh tổng cộng sáu con số để lập gian hàng tiến hành bán hàng gây quỹ từ thiện tại Hội chợ Tết Quan Đường. Cô quyên góp toàn bộ số tiền thu được dưới hình thức không khấu trừ chi phí cho hội phụ đạo sinh viên ký túc xá Holland.

## Sự nghiệp

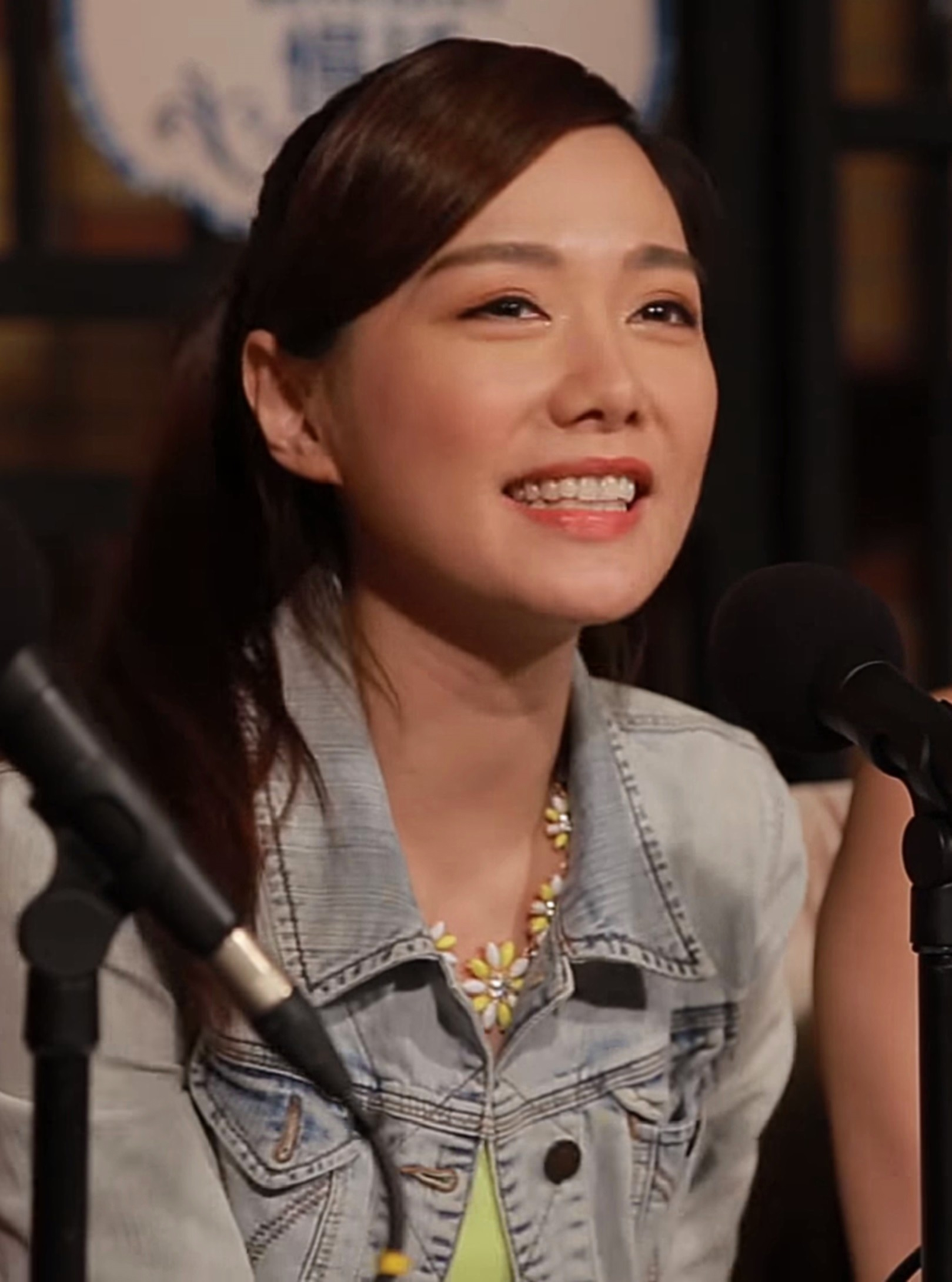
Thang Lạc Văn làm khách mời trong chương trình Thuyết đắc xuất đích mạn hoạt của Đài phát thanh kĩ thuật số DBC năm 2014

Năm 2012, Thang Lạc Văn kí hợp đồng trở thành người mẫu báo in của PRIMO Management Ltd. Tháng 5 cùng năm, cô đăng ký trực tuyến để tham gia tuyển chọn Hoa hậu Hồng Kông 2012 và nhận được hai giải thưởng Đại sứ du lịch và Đại sứ Thăng hoa Sắc đẹp. Cô cũng là một trong những ứng cử viên hàng đầu cho vị trí quán quân Hoa hậu Hồng Kông, nhưng đã dừng lại ở top 6 chung cuộc. Sau đó cô gia nhập TVB với tư cách là nghệ sĩ theo hợp đồng quản lý.
Năm 2013, cô trở nên quen thuộc với khán giả qua vai diễn Lý Tư Tư trong sitcom Mái ấm gia đình.
Năm 2014, cô tham gia đội hình dẫn chương trình Học thị học phi. Cùng năm, cô tham gia diễn xuất trong MV All Of You nằm trong album A Fighter's Confession của ca sĩ Vương Tử Hiên.
Năm 2016, cô đóng vai luật sư kiến tập Vương Hiểu Hân trong bộ phim Tình yêu và ngã rẽ.
Năm 2017, cô lần đầu đóng chính với vai Tư Đồ Lam trong bộ phim Mẹ vợ rực rỡ và đoạt giải Người mới TVB xuất sắc nhất tại StarHub TVB Awards 2017.
Giữa tháng 4 năm 2019, vì ảnh hưởng của scandal An Tâm ăn vụng nên các cảnh quay của Huỳnh Tâm Dĩnh trong phim Bằng chứng thép 4 đã bị xóa bỏ. Do đó Thang Lạc Văn đã thay thế đóng vai nữ phóng viên Từ Ý, các cảnh quay có sự xuất hiện của Huỳnh Tâm Dĩnh đều được Thang Lạc Văn và đoàn phim quay lại trong thời gian từ tháng 6 đến tháng 7.

## Đời sống tình cảm
Thang Lạc Văn hẹn hò với diễn viên La Thiên Vũ trong 4 năm, hai người có tình cảm với nhau vào năm 2014. Tháng 3 năm 2018, do báo chí đưa tin rằng Thang Lạc Văn và La Thiên Vũ đã chia tay nên ngày 9 tháng 3 năm 2018, cô đăng một bài đăng lên Instagram thừa nhận họ đã chia tay trong hòa bình và không muốn công khai.
Ngày 12 tháng 6 năm 2020, Thang Lạc Văn và Mã Quốc Minh bị phóng viên bắt gặp hẹn hò ở Hồng Khám. Ngay sau đó, cả hai công khai mối quan hệ của mình trên Instagram.

## Tác phẩm diễn xuất

### Phim truyền hình
| Năm           | Tên Hán Việt/ Tên Việt hóa                                | Tên phim gốc                                        | Vai diễn                   |
| ------------- | --------------------------------------------------------- | --------------------------------------------------- | -------------------------- |
| TVB           |                                                           |                                                     |                            |
| 2012 - 2015   | Ái Hồi gia/ Mái ấm gia đình                               | 愛·回家 Come Home Love                              | Lý Tư Tư                   |
| 2015          | Đông pha gia sự                                           | 東坡家事 With or Without You                        | Yên Hồng                   |
| 2015          | Đao hạ lưu nhân/ Đao kiếm lưu tình                        | 刀下留人 The Executioner                            | Tân Nguyệt                 |
| 2016          | Trào lưu giáo chủ/ Cuộc chiến thời trang                  | 潮流教主 Fashion War                                | Nguyễn Phương Phương       |
| 2016          | Ái Hồi gia 2/ Mái ấm gia đình 2                           | 愛·回家 (第二輯) Come Home Love                     | Lý Tư Tư                   |
| 2016          | Hảo tuyến hạ đích giang hồ đại lão/ Ông trùm giải nghệ    | 火線下的江湖大佬 My Dangerous Mafia Retirement Plan | Tô Hữu Lâm (thời trẻ)      |
| 2016          | Ái Hồi gia chi bát thì nhập tịch/ Mái ấm gia đình 3       | 愛·回家之八時入席 Come Home Love: Dinner At 8       | Khâu Tuệ Nhân (Emma, Yan)  |
| 2016          | Tình bạn hoàn mỹ/ Tình yêu và ngã rẽ                      | 完美叛侶 Between Love & Desire                      | Vương Hiểu Hân (Haley)     |
| 2016          | Thành Trại anh hùng/ Anh hùng Thành Trại                  | 城寨英雄 A Fist Within Four Walls                   | Quắc (Connie)              |
| 2017          | Dữ điệp đồng mưu/ Cạm bẫy thương trường                   | 與諜同謀 Provocateur                                | Trâu Bội Du (Amber)        |
| 2017          | Tâm lý truy hung                                          | 心理追兇 Mind Hunter My Dearly Sinful Mind          | Tăng Tú Di (Icy)           |
| 2017          | Đồng minh/ Cộng sự                                        | 同盟 The Unholy Alliance                            | La Hạo Văn (Kelly)         |
| 2017          | Xán lạn đích ngoại mẫu/ Mẹ vợ rực rỡ                      | 燦爛的外母 The Tofu War                             | Tư Đồ Lam (Lam Lam)        |
| 2018          | Phục sinh võ lâm/ Võ lâm phục sinh                        | 翻生武林 Birth Of A Hero                            | Ngải Băng Băng             |
| 2018          | Nghịch duyên                                              | 逆緣 Daddy Cool                                     | Liêu Thụy Phương           |
| 2018          | Nghịch duyên                                              | 逆緣 Daddy Cool                                     | Phan Hiểu Lâm              |
| 2018          | Tái sáng thế kỷ/ Câu chuyện khởi nghiệp                   | 再創世紀 Another Era                                | Nguyễn Lệnh Kiều (Alice)   |
| 2019          | Hôn nhân hợp hỏa nhân/ Đối tác hôn nhân                   | 婚姻合伙人 My Commissioned Lover                    | Lãng Triều Tín             |
| 2019          | Bao Thanh Thiên tái khởi phong vân/ Kỳ án Bao Thanh Thiên | 包青天再起風雲 Justice Bao：The First Year          | Bàng Kim Chi               |
| 2019          | Nha hoàn đại liên minh/ Liên minh nha hoàn                | 丫鬟大聯盟 Handmaidens United                       | Nguyệt Kiểu/ Mạc Tiểu Thúy |
| 2020          | Pháp chứng tiên phong IV/ Bằng chứng thép IV              | 法證先鋒IV Forensic Heroes IV                       | Từ Ý (Chris)               |
| 2020          | Cơ trường đặc cảnh/ Đặc cảnh sân bay                      | 機場特警 Airport Strikers                           | Dư An Na (Nana)            |
| 2021          | Thất ức 24 tiểu thời/ Mất trí 24 giờ                      | 失憶24小時 The Forgotten Day                        | Lam Hải Tình (Yan)         |
| 2021          | Nhất tiếu độ phàm gian/ Tế Công truyền kỳ                 | 一笑渡凡間 Final Destiny                            | Tô Nhu                     |
| 2022          | Kim Tiêu đại hạ 2/ Tòa nhà Kim Tiêu 2                     | 金宵大廈2 Barrack O'Karma 2                         | Lê Thiến Nghi              |
| 2022          | Song sinh mạch sinh nhân                                  | 雙生陌生人                                          | Du Phong                   |
| Chờ phát sóng |                                                           | OPM                                                 |                            |
| Đang quay     | Ẩn môn                                                    | 隱門                                                | Dương Hân Hiểu             |

### Chương trình tạp kỹ
| Năm                             | Tên chương trình                         | Tên gốc                  | Ghi chú                  |
| ------------------------------- | ---------------------------------------- | ------------------------ | ------------------------ |
| Truyền hình vệ tinh Chiết Giang |                                          |                          |                          |
| 2014                            | Tôi không phải minh tinh                 | 我不是明星               | Mùa 5                    |
| TVB                             |                                          |                          |                          |
| 2013                            | Tỷ muội đào                              | 姊妹淘 All Things Girl   | Phần 2 tập 82            |
| 2014                            | Tỷ muội đào                              | 姊妹淘 All Things Girl   | Phần 4 tập 41, 43        |
| 2014                            | Ốc sên an lạc                            | 安樂蝸                   | Khách mời tập 203        |
| 2015                            |                                          | 民峰而至                 | Khách mời tập 19         |
| 2015                            | Tỷ muội đào                              | 姊妹淘                   | Phần 5 tập 78, 80        |
| 2015                            |                                          | 食平3D Good Cheap Eats 3 | Khách mời tập 30         |
| 2015                            |                                          | 超強選擇1分鐘            | Khách mời tập 8          |
| 2015                            |                                          | 今日VIP                  | Khách mời ngày 4/9       |
| 2015                            |                                          | 活得健康嗎？             | Khách mời tập 8          |
| 2015                            |                                          | 兄弟幫                   | Khách mời tập 1457, 1458 |
| 2016                            |                                          | 今日VIP                  | Khách mời ngày 1/1       |
| 2016                            | Cuộc thi Hoa hậu Quốc tế Trung Quốc 2016 | 2016年國際中華小姐競選   | Ban giám khảo            |
| 2016                            | Tỷ muội đào                              | 姊妹淘                   | Phần 5 tập 269, 270      |
| 2016                            | Do tỷ có câu hỏi                         | Do姐有問題               | Khách mời tập 15         |
| 2016                            |                                          | 男人食堂                 | Khách mời tập 11         |
| 2016                            |                                          | Sunday好戲王             | Khách mời tập 23, 25     |
| 2019                            | Khóa khóa khóa thế đại                   | 跨跨跨世代               | Khách mời tập 4          |

### Dẫn chương trình
| Năm       | Tên chương trình        | Tên gốc           | Ghi chú |
| --------- | ----------------------- | ----------------- | --- |
| 2013      | Đi Qua Phù Hoa Đại Địa  | 走過浮華大地      | Cùng với Hồng Vĩnh Thành và Huỳnh Thuý Như                                                                                             |
| 2014-2015 | Học Thị Học Phi mùa 2   | 學是學非 (第二輯) | Cùng với Lương Gia Kỳ, Lý Giai Tâm, Mạch Mĩ Ân, Trương Tú Văn, Huỳnh Tâm Dĩnh                                                          |
| 2015      | Học Thị Học Phi mùa 3   | 學是學非 (第三輯) | Cùng với Lương Gia Kỳ, Lý Giai Tâm, Mạch Mĩ Ân, Trương Tú Văn, Huỳnh Tâm Dĩnh                                                          |
| 2016      | Học Thị Học Phi mùa 4   | 學是學非 (第四輯) | Cùng với Lương Gia Kỳ, Lý Giai Tâm, Mạch Mĩ Ân, Trương Tú Văn, Huỳnh Tâm Dĩnh                                                          |
| 2017-2018 | Học Thị Học Phi mùa 5   | 學是學非 (第五輯) | Cùng với Lương Gia Kỳ, Mạch Mĩ Ân, Trương Tú Văn, Phùng Doanh Doanh, Trương Bảo Nhi, Lưu Dĩnh Tuyền, Quảng Khiết Doanh, Huỳnh Tâm Dĩnh |
| 2018      | Học Thị Học Phi mùa 6   | 學是學非 (第六輯) | Cùng với Lương Gia Kỳ, Mạch Mĩ Ân, Trương Tú Văn, Phùng Doanh Doanh, Trương Bảo Nhi, Lưu Dĩnh Tuyền, Quảng Khiết Doanh, Hà Y Đình      |
| 2018      | 3 Ngày 2 Đêm            | 3日2夜            | Mùa 2 tập 37-39 Cùng với Chu Thiên Tuyết                                                                                               |
| 2019      | Tân Xuân Khai Vận Vương | 新春開運王        | Cùng với Tiết Gia Yến, Huỳnh Trường Hưng, Mạch Linh Linh, Lý Thừa Trách, Lý Cư Minh                                                    |
| 2019      | 3 Ngày 2 Đêm            | 3日2夜            | Mùa 3 tập 13-16 Cùng với La Thiên Vũ                                                                                                   |

### Chương trình phát thanh
- 26/12/2015: Đài Thương khách mời Quát Tháo 903 (Công Tử Hội)

### Video âm nhạc
- 13/02/2014: MV All Of You của Vương Tử Hiên

## Giải thưởng và đề cử
| Năm  | Giải thưởng                       | Hạng mục                                                    | Tác phẩm                                                                                                 | Kết quả   |
| ---- | --------------------------------- | ----------------------------------------------------------- | --- | --------- |
| 2012 | Hoa hậu Hong Kong 2012            | Đại sứ du lịch                                              | — | Đoạt giải |
| 2012 | Hoa hậu Hong Kong 2012            | Đại sứ mỹ lệ thăng hoa                                      | — | Đoạt giải |
| 2012 | Hoa hậu Hong Kong 2012            | Người đẹp được yêu thích nhất                               | — | Đoạt giải |
| 2015 | Giải thưởng thường niên TVB 2015  | Dẫn chương trình xuất sắc nhất                              | | Đề cử     |
| 2016 | TVB Star Awards Malaysia 2016     | Nữ nghệ sĩ tiến bộ TVB được yêu thích nhất                  | Cuộc chiến thời trang Ông trùm giải nghệ Tình yêu và ngã rẽ Anh hùng Thành Trại Mái ấm gia đình 3        | Đề cử     |
| 2016 | TVB Star Awards Malaysia 2016     | Dẫn chương trình được yêu thích nhất                        | Học thị học phi (Cùng với Lương Gia Kỳ, Lý Giai Tâm, Mạch Mĩ Ân, Trương Tú Văn, Huỳnh Tâm Dĩnh)          | Đề cử     |
| 2016 | Giải thưởng thường niên TVB 2016  | Nữ diễn viên phụ xuất sắc nhất                              | Tình yêu và ngã rẽ                                                                                       | Đề cử     |
| 2017 | StarHub TVB Awards 2017           | Nữ diễn viên phụ TVB được yêu thích nhất                    | Mẹ vợ rực rỡ                                                                                             | Đề cử     |
| 2017 | StarHub TVB Awards 2017           | Người mới TVB xuất sắc nhất                                 | Mẹ vợ rực rỡ                                                                                             | Đoạt giải |
| 2017 | TVB Star Awards Malaysia 2017     | Nữ nghệ sĩ tiến bộ TVB được yêu thích nhất                  | Cạm bẫy thương trường Tâm lý truy hung Mẹ vợ rực rỡ                                                      | Top 3     |
| 2017 | TVB Star Awards Malaysia 2017     | Nữ diễn viên phụ TVB được yêu thích nhất                    | Mẹ vợ rực rỡ                                                                                             | Đề cử     |
| 2017 | TVB Star Awards Malaysia 2017     | Cặp đôi màn ảnh TVB được yêu thích nhất (Cùng với Lê Nặc Ý) | Mẹ vợ rực rỡ                                                                                             | Đề cử     |
| 2017 | TVB Star Awards Malaysia 2017     | Nhân vật truyền hình TVB được yêu thích nhất                | Mẹ vợ rực rỡ                                                                                             | Đề cử     |
| 2017 | Giải thưởng thường niên TVB 2017  | Nữ diễn viên chính xuất sắc nhất                            | Mẹ vợ rực rỡ                                                                                             | Đề cử     |
| 2017 | Giải thưởng thường niên TVB 2017  | Nữ nhân vật được yêu thích nhất                             | Mẹ vợ rực rỡ                                                                                             | Đề cử     |
| 2017 | Giải thưởng thường niên TVB 2017  | Nữ nghệ sĩ tiến bộ nhất                                     | Cạm bẫy thương trường Tâm lý truy hung Mẹ vợ rực rỡ Học thị học phi                                      | Đề cử     |
| 2017 | Giải thưởng thường niên TVB 2017  | Dẫn chương trình xuất sắc nhất                              | Học thị học phi (Cùng với Lương Gia Kỳ, Mạch Mĩ Ân, Phùng Doanh Doanh, Trương Bảo Nhi, Lưu Dĩnh Tuyền)   | Đề cử     |
| 2018 | Giải thưởng thường niên TVB 2018  | Nữ diễn viên chính được yêu thích nhất khu vực Singapore    | Võ lâm phục sinh                                                                                         | Đề cử     |
| 2018 | Giải thưởng thường niên TVB 2018  | Nữ diễn viên chính được yêu thích nhất khu vực Malaysia     | Võ lâm phục sinh                                                                                         | Đề cử     |
| 2018 | Giải thưởng thường niên TVB 2018  | Nữ nghệ sĩ tiến bộ nhất                                     | Câu chuyện khởi nghiệp Nghịch duyên Võ lâm phục sinh Học thị học phi                                     | Đề cử     |
| 2018 | Giải thưởng truyền hình Hồng Kông | Dẫn chương trình xuất sắc nhất                              | | Đề cử     |
| 2019 | Giải thưởng thường niên TVB 2019  | Nữ nghệ sĩ tiến bộ nhất                                     | Đối tác hôn nhân Kỳ án Bao Thanh Thiên Liên minh nha hoàn Tân xuân khai vận vương Khóa khóa khóa thế đại | Đề cử     |
| 2019 | Giải thưởng thường niên TVB 2019  | Nữ diễn viên chính xuất sắc nhất                            | Liên minh nha hoàn                                                                                       | Đề cử     |
| 2020 | Giải thưởng thường niên TVB 2020  | Nữ diễn viên phụ xuất sắc nhất                              | Bằng chứng thép IV                                                                                       | Đề cử     |
| 2020 | Giải thưởng thường niên TVB 2020  | Nữ diễn viên chính xuất sắc nhất                            | Đặc cảnh sân bay                                                                                         | Đề cử     |
| 2020 | Giải thưởng thường niên TVB 2020  | Nữ diễn viên chính được yêu thích nhất khu vực Malaysia     | Đặc cảnh sân bay                                                                                         | Đề cử     |
| 2020 | Yahoo Asia Buzz Awards 2020       | Nữ nghệ sĩ Hồng Kông được tìm kiếm hình ảnh nhiều nhất      | — | Đoạt giải |